# Qu Yunxia
Qu Yunxia (chiń. upr. 曲云霞; chiń. trad. 曲雲霞; pinyin Qǔ Yúnxiá; ur. 25 grudnia 1972 w Jinzhou) – chińska lekkoatletka, biegaczka na średnich i długich dystansach, rekordzistka świata w biegu na 1500 m (do 2015). 
Największe sukcesy Qu odnosiła na dystansach 1500 m i 3000 m w latach 1992-93. W 1992 zdobyła brązowy medal w biegu na 1500 m podczas Igrzysk Olimpijskich w Barcelonie. Rok później w tej samej konkurencji pobiła 13-letni rekord świata Tatiany Kazankiny. Jej wynik 3:50,46 był o ponad 2 sekundy lepszy od poprzedniego rekordu. Na tych samych zawodach w Pekinie inna chińska zawodniczka Wang Junxia pobiła rekord świata w biegach na 3000 m i 10 000 m, a wiele innych zawodniczek uzyskało jedne z najlepszych wyników w historii biegów średnich i długich.
W 1993 Qu Yunxia zdobyła tytuł mistrzyni świata w biegu na 3000 m. W tym samym roku Qu uczestniczyła również w biegu maratońskim w Tianjin, gdzie uzyskała bardzo dobry wynik 2:24:32.